# Кехра
Кехра (ест. Kehra) је град у округу Харју, северна Естонија. Према попису из 2009. године, град Кехра има 3.060 становника и заузима 3,83 km². Од главног града Естоније, Талина, удаљена је 39 км.
Кехра се први пут спомиње 1241. године у данском попису становништва. Стварни настанак насеља односи се на изградњу железничке пруге од Ревала до Нарве у 19. веку. Године 1938. је основана фабрика папира. Кехра 1945. добија статус великог села „Aleve“, а 1993. добила је градска права.